# Habrotrocha humilis
Habrotrocha humilis är en hjuldjursart som beskrevs av Schulte 1954. Habrotrocha humilis ingår i släktet Habrotrocha och familjen Habrotrochidae. Inga underarter finns listade i Catalogue of Life.